# Arcillá
Arcillá (llamada oficialmente San Paio de Arcillá) es una parroquia española del municipio de Cospeito, en la provincia de Lugo, Galicia.

## Organización territorial
La parroquia está formada por diez entidades de población, constando nueve de ellas en el nomenclátor del Instituto Nacional de Estadística español:

### Entidades de población
Entidades de población que forman parte de la parroquia:
- Calvario (O Calvario)
- Casás
- Grandela (A Grandela)
- O Campo
- O Monte
- Pereira (Pereiras)
- Ramil
- Rego
- Sisto (O Sisto)

### Despoblado
Despoblado que forma parte de la parroquia:
- Pumares

## Demografía
| Gráfica de evolución demográfica de Arcillá entre 2000 y 2019 |
|                                                               |
| Datos según el nomenclátor publicado por el INE.              |